# Modicogryllus vaginalis
Modicogryllus vaginalis är en insektsart som först beskrevs av Henri Saussure 1877.  Modicogryllus vaginalis ingår i släktet Modicogryllus och familjen syrsor. Inga underarter finns listade i Catalogue of Life.